# Резня в Барсалого (2024)
24 августа 2024 года боевики «Джамаат Нусрат аль-Ислам валь-Муслимин», джихадистской организации, связанной с Аль-Каидой, совершили нападение, в ходе которого погибли сотни солдат и гражданских лиц, рывших оборонительные траншеи в департаменте Барсалого на севере Буркина-Фасо. Нападение является частью продолжающегося джихадистского мятежа в Буркина-Фасо и Сахеле.

## Нападение
24 августа 2024 года с 09:00 до 16:00 группа боевиков открыла огонь по солдатам и горожанам, которые рыли оборонительные траншеи для армии и добровольческих отрядов (VDP). Несколько сотен человек погибли, а множество раненых были доставлены в больницу в Кая. Большинство жертв были молодыми жителями города, которые помогали солдатам.